# ザ・ダイアモンド
ザ・ダイアモンド（The Diamond）は、アメリカのバージニア州リッチモンドにある野球場。
リッチモンド・メトロポリタン・オーソリティという組織が所有しており、アトランタ・ブレーブス傘下AAAリッチモンド・ブレーブスとバージニア州立大学野球部に本拠地として貸し出されている。